# Ood
Los Ood (en inglés: the Oods (plural; singular: Ood)) son una raza ficticia de la longeva serie británica de ciencia ficción Doctor Who. Se caracteriza por tener poderes telepáticos y estar esclavizada por la especie humana (es una raza de esclavos).
La raza de los Ood evolucionó en el planeta llamado Esfera Ood. Tienen apariencia humanoide.

## Biología
Los Ood tienen en la cara unos tentáculos coleoideos que les sirven para alimentarse. Carecen de cuerdas vocales, para comunicarse con otros individuos de su especie utilizan sus poderes telepáticos y para comunicarse con la especie humana utilizan unos dispositivos conectados con su cerebro. Se caracterizan por una esperanza de vida bastante larga.
Tienen dos cerebros: el cerebro principal está situado en la cabeza, y el cerebro secundario está llevado en sus manos y conectado con la cabeza por un cordón similar al cordón umbilical. El cerebro principal almacena los sensores telepáticos y es responsable de pensar. El cerebro secundario es responsable de los sentimientos, la memoria y la estabilidad mental. Los Ood pueden vivir sin el cerebro secundario, pero al perderlo pierden también la estabilidad mental y emocional. El cerebro secundario puede ser sustituido por una esfera conectada con el cerebro principal, la cual traduce sus pensamientos al idioma humano y les permite comunicarse con los humanos, sus dueños. Un cerebro gigante localizado en su planeta de origen actúa como el centro telepático. En caso de destruir este cerebro toda la especie moriría y de haber dañado los Ood perderían sus capacidades telepáticas, lo que les debilitaría gravemente.
Normalmente la especie Ood es pacífica e inofensiva. Sin embargo, debido a la anatomía de su cerebro se encuentran susceptibles a la manipulación (esto permitió a la especie humana a esclavizar a los Ood). Asimismo, su pasividad permite a otras entes más poderosas apoderarse de sus mentes.

## Historia
En los años 2010 se ve a un Ood que residía en una calle oculta en Londres, Inglaterra, Reino Unido, donde vivían los alienígenas perdidos en la Tierra bajo la protección y liderazgo de Me. Durante su residencia en aquella calle tenía apariencia de un humano gracias a los gusanos lurk. Fue visto por el Duodécimo Doctor y Clara Oswald cuando llevaba a cabo mantenimiento de un Cyberman. (Cara a cara con el cuervo).
Al principio los Ood fueron una especie pacífica. En el siglo XXXIX fueron descubiertos y esclavizados por los humanos. Estaban utilizados para encargarse de las tareas domésticas de los hombres en las tres galaxias del Gran y Generoso Segundo Imperio Humano. Los humanos les cortaban el cerebro secundario y lo reemplazaban  con una esfera que les permitía a los Ood emitir voz y comunicarse con sus dueños. Estas operaciones se guardaban en secreto haciendo creer al resto de la humanidad que los Ood son una raza esclava de su naturaleza (El planeta de los Ood).
En el siglo XLII todo los seres humanos tenían un Ood. No tenían ningunos derechos. Sin embargo existía un grupo de activistas llamado Los Amigos de los Ood que luchaba por sus derechos y libertad (El planeta imposible).
En el año 43K2.1 los Ood estaban utilizados para los trabajos básicos en la Base Sanctuario 6 en Krop Tor. Los Ood sabían de las profecías acerca de la Bestia descubierta más tarde por la expedición de Walker. La Bestia poseyó a los Ood y los convirtió en su legión para acabar con los humanos que trabajaban en la base. El Legión fue derrotado por Danny Bartock que les dio una llamarada telepática reduciendo así mismo su campo telepático. Todos los Ood de la Base Santuario 6 murieron cuando la tripulación de la base se evacuó y les dejó en el planeta que iba hacia el Agujero Negro K37 Gem 5. Se les dio honores póstumos (El planeta imposible, El foso de Satán).
En 4126 el Décimo Doctor y Donna Noble visitan por casualidad la Esfera Ood. Allí se enteraron de las operaciones en los Ood, de los orígenes de esta especie y de cómo se volvieron esclavos. Descubrieron una enfermedad entre los Ood llamaba ojos rojos debido a la cual los Ood se volvían locos y agresivos. La enfermedad fue causada por el Cerebro Gigante de los Ood (su mente colectiva) que intentaba liberarse de la esclavitud, le ayudaba un agente de Los Amigos de los Ood infiltrado en la empresa que vendía los esclavos Ood.
Klineman Halpen, el jefe de operaciones Ood de la empresa que vendía esclavos Ood se convirtió en un Ood al beber un líquido contaminado. El Doctor desactivó el campo que suprimía la telepatía de la mente colectiva de los Ood permitiendo a los Ood emitir una canción a todo el mundo, a las tres galaxias, así la humanidad se enteró de la causa de los Ood, de que no siempre eran esclavos. Los Ood podían vivir en paz en su planeta, la Esfera Ood (El planeta de los Ood).
En 4226 la civilización Ood alcanzó un nivel anormalmente alto y los Ood mejoraron sus habilidades mentales. En aquel tiempo los Ood estaban teniendo pesadillas de una cara misteriosa. Enviaron al Ood Sigma al año 2059 para contactar con el Doctor. El Doctor llegó a la Esfera Ood y contactó telepáticamente con el Consejo Ood. Reconoció la cara misteriosa: era El Amo. Volvió enseguidamente al siglo XXI a la Tierra para investigar. El Ood Sigma le observaba y cuando empezó a morirse le cantó una canción. (El planeta de los Ood, El fin del tiempo, Las aguas de Marte).
Un Ood se encontraba entre las once criaturas que aparecieron en un holograma mostrado por los Atraxi cuando estaban explorando la historia de la Tierra (En el último momento).

### Eventos sin datar
En algún momento en el tiempo un Ood fue teletransportado a través de una grieta en el tiempo a un universo burbuja, donde resultó gravemente herido por el viaje. Fue reparado y poseído por la Casa para su uso, para drenar almas de las TARDIS perdidas allí. Más tarde el Sobrino (así se apodaba el Ood) fue llevado a la TARDIS del Doctor donde servía a la Casa (que carecía de un cuerpo físico). La Casa le usó para intentar a matar a Amy y a Rory. El Sobrino fue matado desmaterializado cuando el Doctor aterrizó en la sala de control de la TARDIS. El Doctor le lamentó diciendo que fue otro Ood que no había podido salvar. (La mujer del Doctor).
Al menos un Ood fue secuestrado y enviado a la nave prisión del Minotauro donde se enfrentó con su miedo (El complejo de Dios).
En un momento del tiempo Albert Einstein fue accidentalmente llevado a la TARDIS donde se convirtió en un Ood. El Undécimo Doctor fue capaz de revertir el cambio y devolver a Albert Einstein su forma natural. (Death is the Only Answer).
El Undécimo Doctor rescató a un Ood del conflicto de Androvax y quería llevarlo de vuelta a la Esfera Ood, sin embargo el Ood huyó de la TARDIS y se escondió en la casa de Amy y Rory Pond. Allí hacía de mayordomo hasta que el Doctor vino a recogerlo. (La vida de los Pond).
Varios Ood trabajaban en el departamento de reclamaciones de Papel Psíquico INC. (en el cómic Psychic Paper Inc Claims Department).
El Undécimo Doctor tuvo en su TARDIS varios Ood. Cuando recibieron mejoras para sus esferas de comunicación empezaron a jugar y trollear al Doctor en Twitter. (en el cómic An Ood Thing to Say).
Un Ood estaba en Florana cuando el Undécimo Doctor, Amy y Rory estaban allí de vacaciones (en el cómic Summer Wholiday).
Un Ood estaba presente en Maldovarium cuando la Colonia Sarff visitó el establecimiento durante la búsqueda del Duodécimo Doctor mandada por Davros (El aprendiz de mago).

## Apariciones en la serie
Fuente:

### Temporada 2
- El planeta imposible / El foso de Satán

#### Tardisodios
- Tardisodio 8
- Tardisodio 9

### Temporada 4
- El planeta de los Ood

#### Especiales 2008-2010
- Las aguas de Marte
- El fin del tiempo

### Temporada 6
- La mujer del Doctor

#### Minisodio
- Death Is the Only Answer

### Temporada 7

#### Webcasts
- La vida de los Pond

### Temporada 9
- El aprendiz de mago
- Cara a cara con el cuervo

### Temporada 13
- Survivors of the Flux
- The Vanquishers

## Otras apariciones
Fuente:

### Videojuegos

#### De navegador
- Monster Match
- Ood Escape
- Secret Santa
- Sonic De-Cloaker

#### Doctor Who: Monster Invasion Games
- Escape the Silence

### Narrativa

#### Doctor Who Files
- Disappearing Act

#### Cómics
- Doctor Who: The Tenth Doctor
  - Psychic Paper Inc Claims Department
- Doctor Who: The Eleventh Doctor
  - An Ood Thing to Say
  - Summer Wholiday
  - Take a Bow (Tie)
  - No Win, No Fez
  - Time Spill on Aisle 5
- Doctor Who: The Twelfth Doctor
  - The Partying of the Ways

### Otros
- Doctor Who and the Last Stand